# Miroslav Kárný (historik)
Miroslav Kárný (9. září 1919 Praha – 9. května 2001 Praha) byl český novinář a historik.

## Biografie
Miroslav Kárný se narodil 9. září 1919 v Praze v rodině majitele obchodu s galanterií. Jeho rodiče měli židovské kořeny, oba však vystoupili z Židovské náboženské obce hned po vzniku Československa. V Praze absolvoval základní školu a v roce 1930 začal studovat na Akademickém gymnáziu Na Příkopě (nynější gymnázium ve Štěpánské ulici). Hned ve svých osmnácti letech roku 1937 vstoupil do komunistické strany. Následujícího roku odmaturoval a začal na Filozofické fakultě Univerzity Karlovy studovat český jazyk a historii. Kvůli uzavření vysokých škol na podzim roku 1939 však nedostudoval. Nejprve pracoval jako zemědělský dělník a 11. listopadu 1941 byl jako jeden z prvních deportován transportem do Terezína, aby tam jako člen „Aufbaukommando“ budoval koncentrační tábor. V Terezíně ilegálně organizoval komunistickou stranu. Oženil se tam s Margitou Krausovou (terezínská svatba nebyla úřady po válce uznána, proto se pak museli vzít znovu). Dne 28. září 1944 byl Kárný deportován do Birkenau, záhy však byl kvůli evakuaci osvětimského koncentračního tábora evakuován do tábora Kaufering a nakonec přežil i pochod smrti v dubnu 1945. V koncentračních táborech zahynula řada jeho příbuzných, mezi jinými i jeho matka a mladší bratr.
Již od 1. června 1945 se stal členem redakce Rudého práva. V souvislosti s procesem se Slánským byla vznášena různá obvinění i proti Kárnému. Od konce listopadu 1951 do března 1952 pobýval na nucené placené dovolené. Provedl sebekritiku, v níž přiznal své chyby, a poprosil stranu, aby mu dala příležitost napravit všechno, co spáchal. Strana sebekritiku přijala, zůstal i nadále členem KSČ a mohl vykonávat své žurnalistické povolání, i když na mnohem méně exponovaném místě: byl přidělen do redakce Kladenského kováka (závodního časopisu kladenských oceláren). Odtud v roce 1958 přešel do redakce novin Svoboda, kde nakonec působil i jako šéfredaktor. Roku 1968 Svobodu opustil, protože jej Alexander Dubček ustanovil vedoucím tiskového oddělení sekretariátu ÚV KSČ. Po okupaci Československa roku 1968 byl Kárný této funkce zbaven a počátkem roku 1970 byl vyloučen z KSČ. Tento postih se netýkal jeho manželky Margity, která v KSČ zůstala. Za tři roky poté byl získán ke spolupráci se Státní bezpečností v kategorii agent. Vázací akt podepsal ve vinárně Zlatý kříž dne 31. října 1973 a dostal krycí jméno Mirek. V první polovině 70. let pracoval v reprografickém středisku Institutu poradenství, a to nejprve jako zástupce vedoucího, později jako vedoucí.
V roce 1974 odešel do důchodu a začal se věnovat historické práci. Přestože studium historie nedokončil, podařilo se mu publikovat v předních odborných časopisech. Roku 1978 publikoval v Československém časopise historickém článek o koncentračních táborech, v dalších letech následovaly práce o „židovské otázce“, politice nacistického Německa vůči Česko-Slovensku a v Protektorátu. Většinu textů o perzekuci Židů během druhé světové války ovšem mohl publikovat až po roce 1989, včetně zásadní monografie Konečné řešení. Genocida českých židů v německé protektorátní politice (1991). Roku 1994 spoluzakládal odborné periodikum Terezínské studie a dokumenty a vedl také kolektiv, jenž publikoval Terezínskou pamětní knihu (seznam židovských obětí deportací z Protektorátu). Odbornou činnost vyvíjel až do své smrti 9. května 2001. V září 2019 byla zveřejněna kniha Terezínské Kalendárium -- Terezín v Konečném Řešení „Židovské Otázky“ (Miroslav Kárný a Margita Kárná).
S manželkou Margitou Kárnou (1923–1998) měl dceru a dva syny: v roce 1946 dvojčata Janu a Zdeňka, v roce 1948 se narodil ještě Miroslav. Všechny tři děti získaly vysokoškolské vzdělání.